# Trivelin

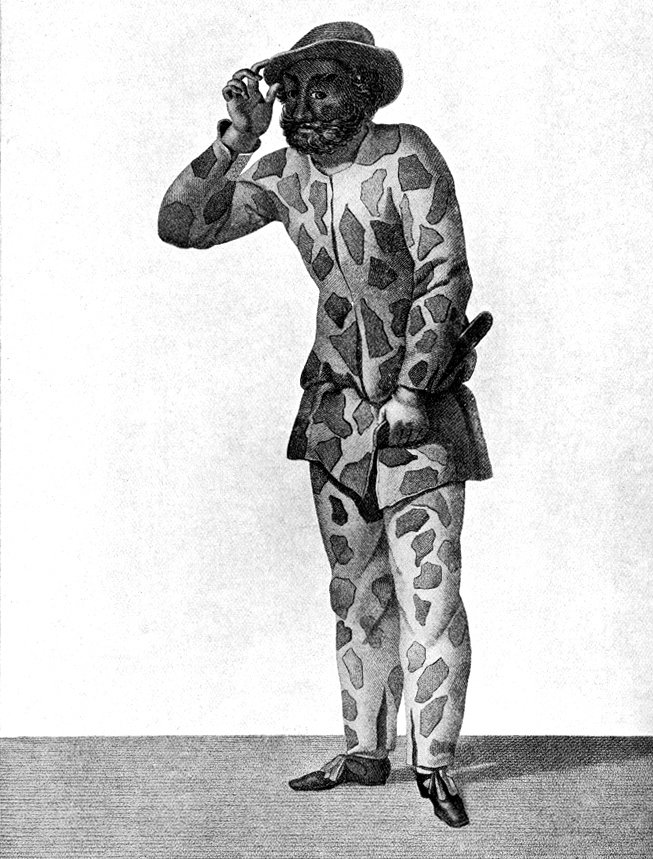
Trivelin, d’après une vignette du XVIIe siècle.

Trivelin est l’un des types les plus célèbres de la commedia dell'arte.
Se rapprochant tout à la fois d’Arlequin, de Scapin, de Brighella, de Mezzetin, Trivelin représente, comme eux tous, un valet astucieux, intrigant, spirituel et rusé.
Marivaux le met en scène dans son Arlequin poli par l'amour (1720), La Double Inconstance (1723) , la Fausse Suivante (1724) et l'Île des esclaves (1725).
Ce caractère, nommé en italien Trivellino ou Trivelino, fut introduit en France par un acteur de grand talent, Domenico Locatelli (it), qui vint à Paris vers 1645 et y mourut en 1671, et dont les frères Parfaict ont écrit que « Comme on ignore totalement la vie privée de cet acteur, il faut se contenter de savoir par la tradition que Locatelli a été excellent dans le genre qu’il avait adopté au théâtre, que ce genre était celui d’un intrigant spirituel, tantôt valet et tantôt aventurier, qu’il jouoit sous l’habit et le masque d’Arlequin, mais qu’il ne portait point de batte, comme ce dernier. »
Pour le divertissement final de la comédie-ballet Le Bourgeois gentilhomme (1670), Jean-Baptiste Lully a composé une « Chaconne pour les Scaramouches et Trivelins ».

## Trivelin l'esclave
- Arthur Pougin, Dictionnaire historique et pittoresque du théâtre et des arts qui s’y rattachent, Paris, Firmin-Didot, 1885, p. 745-6.
- Françoise Rubellin, « Trivelin, de l’Ancien Théâtre-Italien à Marivaux : interaction du rôle, de l’acteur et de l’auteur », Coulisses, numéro spécial Marivaux, no 34, octobre 2006, p. 153-170.